# ウォーフ
ウォーフ（クリンゴン語: wo'rIv、英語: Worf）は、SFテレビドラマ『スタートレック』シリーズに登場する人物の一人。クリンゴン人。マイケル・ドーンが演じた。日本語版の声優は銀河万丈。複数の『スタートレック』番組にレギュラーとして登場したオブライエンと並ぶ数少ないキャラクターで、登場エピソード数も全『スタートレック』キャラクターの中で一番多い。

## 経歴

### 新スタートレック
2340年、クロノスに生まれる。2346年、キトマーの基地に移住すると、ロミュランの奇襲攻撃（キトマーの大虐殺）のために家族を失う。そのとき救難信号を受けた宇宙艦隊のU.S.S.イントレピッドに乗り組んでいた地球人の下士官ロジェンコ夫妻に救われ、養子として迎え入れられる。なお本大虐殺は発生から数十年後のクリンゴン帝国において、ウォーフの実の父・モーグがロミュランと通じており、その裏切者モーグの責任であるとの結論に達する事となったため、それを知ったウォーフは元老院に提訴している（後述）。地球など惑星連邦領で生活し、クリンゴン人と地球人の違いに苦しみながらも成長する。2361年、宇宙艦隊アカデミーを卒業して宇宙艦隊士官となる。
U.S.S.エンタープライズDの戦術士官として着任するが、保安主任であるナターシャ・ヤーが殉職すると、後任として保安主任となる。
クリンゴンの血が騒ぐのか、主戦派の急先鋒として、すぐに戦闘をピカード艦長に進言するが、いつも自制を求められる。時にはライカー中佐がウォーフの意見に同意する事があり、ライカーが艦長昇進を勧められると、戦術士官として同行したいと願い出た事もある。これには、ライカーがクリンゴンとの初の交流行事でクリンゴン艦に行った際に、クリンゴン的風習に則った行動（手荒な歓迎にも動じなかった、クリンゴン食を物ともしなかった、無謀なクリンゴン艦長を蹴落として自身が艦長の座を奪った事など）をした事に敬意を払っている為と、単純にライカーとウマが合うからという二つの意思があると思われる。
特命大使であり、クリンゴンと地球人のハーフであるケーラーと契り、アレキサンダーという男の子が生まれる。のちにケーラーが殉職したため、アレキサンダーを養父母のロジェンコ夫妻に預けるが、既に老境に入った2人にはクリンゴン人の養育はすぐに手に負えなくなり、結局自らアレキサンダーを引取り、エンタープライズで育てようとするも、上手くいかなかった。その際に相談にのったディアナ・トロイと交際することになるが、ライカーへの配慮との板ばさみになる（後に自然消滅）。
ウォーフは、父・モーグの受けた不名誉を疑問視しており、悩んだ結果ピカードの協力を得て、名誉回復の訴訟を起こす（ピカードはウォーフの弁護人“チャディッチ”を引き受ける）。調査の結果、真の裏切者はデュラスの父親であった事が判明するが、元老院のクンペックにデュラス一族は有力なので、真実を告げると帝国の内乱にもなりかねないと言われ、更にデュラス本人や一族のルーサやベトールから暗殺未遂や妨害工作を受け、不本意ながら訴訟を取り下げて「臆病者」として追放される（クンペックは事実を受け入れており、ウォーフがデュラスに「裏切者の息子め！」と言って殴ったが黙認した）。後にピカードの協力で総裁になったガウロンによって名誉を回復される。ガウロンとデュラス家が総裁の座を巡って内戦を繰り広げた際、デュラス家の裏ではロミュランが糸を引いていて、ガウロンの敗北は即ちクリンゴンと惑星連邦の関係消滅を意味するとして力説するも、惑星連邦宇宙艦隊は内政不干渉の原則を破ることを良しとしなかった。そのため、ウォーフは除隊してクリンゴン内戦に加わるが、内戦が終結するとエンタープライズDのクルーとして復職する。
死亡していたと思われた父・モーグが生存しているとの情報に、一時的に休暇を得て探しにいくが、実際はキトマーの大虐殺で戦死している。

### スタートレック:ディープ・スペース・ナイン
少佐に昇進したのもつかの間、ベリディアン3号星でエンタープライズDが失われた後、無力感に駆られ退役を決意する。しかし、ディープ・スペース・ナインの司令官ベンジャミン・シスコ大佐に招集され、戦術士官として着任。
基地で知りあったジャッジア・ダックスと恋に落ち、結婚する。
ジャッジア・ダックスの死後に現れたエズリ・ダックスに対してどう対処したらいいか悩むが、最終的に良き友人になる事で落ち着き、彼女とステーション勤務のドクター・ジュリアン・ベシアとの交際も認める。

### 映画
ドミニオン戦争が終結すると、クリンゴン総裁になったマートクの誘いで、駐クロノス連邦大使に任命され赴任する（クロノスはクリンゴン帝国の母星）。
なおディープ・スペース・ナイン勤務中でも、U.S.S.ディファイアントでボーグとの第2次地球防衛戦に参加した際（映画『スタートレック ファーストコンタクト』）や、基地外任務時に“たまたま”近くにいたU.S.S.エンタープライズEに挨拶に寄る（映画『スタートレック 叛乱』）など、旧エンタープライズDのクルー達とも変わらず交流が続いている。
はっきりした時期は不明だが、ベケット・マリナー少尉とDS9勤務期間が重なっていた時期があり、自身のメクラフを破損される等、ある程度の交流があったと思われる(『スタートレック:ローワー・デッキ』第13話)。
数年後、艦隊に復帰しU.S.S.エンタープライズEにて戦術・保安士官として勤務（映画『ネメシス/S.T.X』）。
ネメシス後、ライカーの後任として副長に昇格し、2381年の時点で提督に昇格したピカード(ローワーデッキ第30話)の後任として艦長に就任、2385年にエンタープライズEが喪失するまで艦長職を務めた。

### スタートレック:ピカード
2401年、宇宙艦隊所属の現役士官として、大佐の地位にある。
宇宙艦隊情報部ロー・ラレン中佐を自身のハンドラーとし、同じく艦隊情報部員のラフィ・ムジカーのハンドラーとなり、デイストローム研究所からの盗難事件の捜査を行う。U.S.S.タイタンではピカード、ビバリー、ライカーに再会し、宇宙艦隊に可変種が浸透し支配しようとしていることが判明する。ライカー、ラフィとともにデイストローム研究所に潜入し、新たに製造・保存されていたデータを持ち帰る。可変種の艦シュライクに捕らえられていたライカーとディアナ・トロイを救出する。人工生命の肉体に転移する前のピカードの遺体が盗難され、頭頂葉が切除されていることを発見する。その後、ボーグが艦隊全体を同化した危機において、ライカーとボーグ・キューブに侵入し、同化された艦隊士官を操るビーコンの位置を特定して危機回避に貢献する。
引き続きマートク家の一員であり、口上は「モーグの息子でありアレクセイ・ロジェンコの息子、デュラス家の撃滅者、そしてガウロンを打倒した者。」である。
エンタープライズEのピカードの後任かつ最後の艦長だった為、喪失に関わった事から責任を感じ指揮系統から自発的に外れ、DS9赴任以前の黄色の制服に戻っている。

## 人物
惑星連邦の士官ではあるが、クリンゴン人戦士としての誇りを忘れず名誉を重んじて行動している。クリンゴンの軍服が連邦士官であるので着られない為、クリンゴン人の象徴なのかは判らないがおそらく家系を象徴する飾帯として、サッシュを右肩から左腰にかけて付けているのが特徴である。
好物はプルーンジュース。地球の猫に対しては鳴き真似で猫に向かって面と向かって威嚇する程
扱いを苦手としている。
元々は血気盛んなクリンゴン人であったが、幼い頃にサッカーの試合で人間の子供と競り合った際、頭と頭をぶつけ結果として相手を死亡させてしまったことが原因で自分を抑えるようになった。猫アレルギーであるかの描写がある(TNG第158話)。
2401年時点において、ラフィのセリフから、ピカード、ライカーと同様伝説的な士官の1人として知られている。エンタープライズEの喪失や、歳を重ねた事もあり、"禅"の概念を重視する等、老成した落ち着いた性格になっていた。

## 姓名
- ウォーフ・ロジェンコ (Worf Rozhenko)（惑星連邦）
- モーグの息子ウォーフ (Worf, son of Mogh)（クリンゴン帝国）

姓はロジェンコだが実際には使われず、連邦では単に「ウォーフ」と呼ばれる。階級は姓に付くが、彼は（他のクリンゴン人同様）名に付き、「ウォーフ中尉」などとなる。

## 出身
クロノス

## 国籍
惑星連邦

## 職業
宇宙艦隊中尉、大尉（TNG）、少佐（映画『ジェネレーションズ』～DS9）

## 所属
- 宇宙艦隊所属（大佐）（『スタートレック:ピカード』シーズン3）
- U.S.S.エンタープライズE 艦長（大佐）（「Star Trek: Picard  The Last Best Hope」及び『スタートレック:ピカード』シーズン3）
- U.S.S.エンタープライズE 副長（中佐）
- U.S.S.エンタープライズE 戦術主任（少佐）
- 惑星連邦駐クリンゴン帝国大使
- ディープ・スペース・ナイン 戦術主任（少佐）
- U.S.S.エンタープライズD 保安主任（大尉→少佐）
- U.S.S.エンタープライズD 配属（中尉）
- 宇宙艦隊アカデミー 卒業

## 家族
- ジャッジア・ダックス（配偶者・死亡）
- アレキサンダー・ロジェンコ（子）
- セルゲイ・ロジェンコ（義父）
- ヘレナ・ロジェンコ（義母）
- ニコライ・ロジェンコ（義兄）
- モーグ（父）
- カーン（弟・公式には死亡、実際は生存。）
- ウォーフ（祖父。ゴルコン宰相謀殺の罪に問われたカークとマッコイをクリンゴン法廷で弁護した（スタートレックVI 未知の世界））